# Oreochrysum parryi
 Oreochrysum parryi   Rydb., 1906 è una specie di piante angiosperme dicotiledoni della famiglia delle Asteraceae, sottofamiglia Asteroideae,  tribù Astereae (North American lineage) e sottotribù Solidagininae.  Oreochrysum parryi  è anche l'unica specie del genere  Oreochrysum  Rydb., 1906.

## Etimologia
Il nome generico (Oreochrysum) deriva dal greco "oreios" (= dei monti) e "chrysos" (= oro).  L'epiteto specifico ( parryi) è stato dato in onore di Charles Christopher Parry (1823-1890), un botanico americano.
Il nome scientifico della specie è stato definito dal botanico Per Axel Rydberg (1860-1931) nella pubblicazione " Bulletin of the Torrey Botanical Club. New York" ( Bull. Torrey Bot. Club 33: 153 ) del 1906. Il nome scientifico del genere è stato definito nella stessa pubblicazione.

## Descrizione

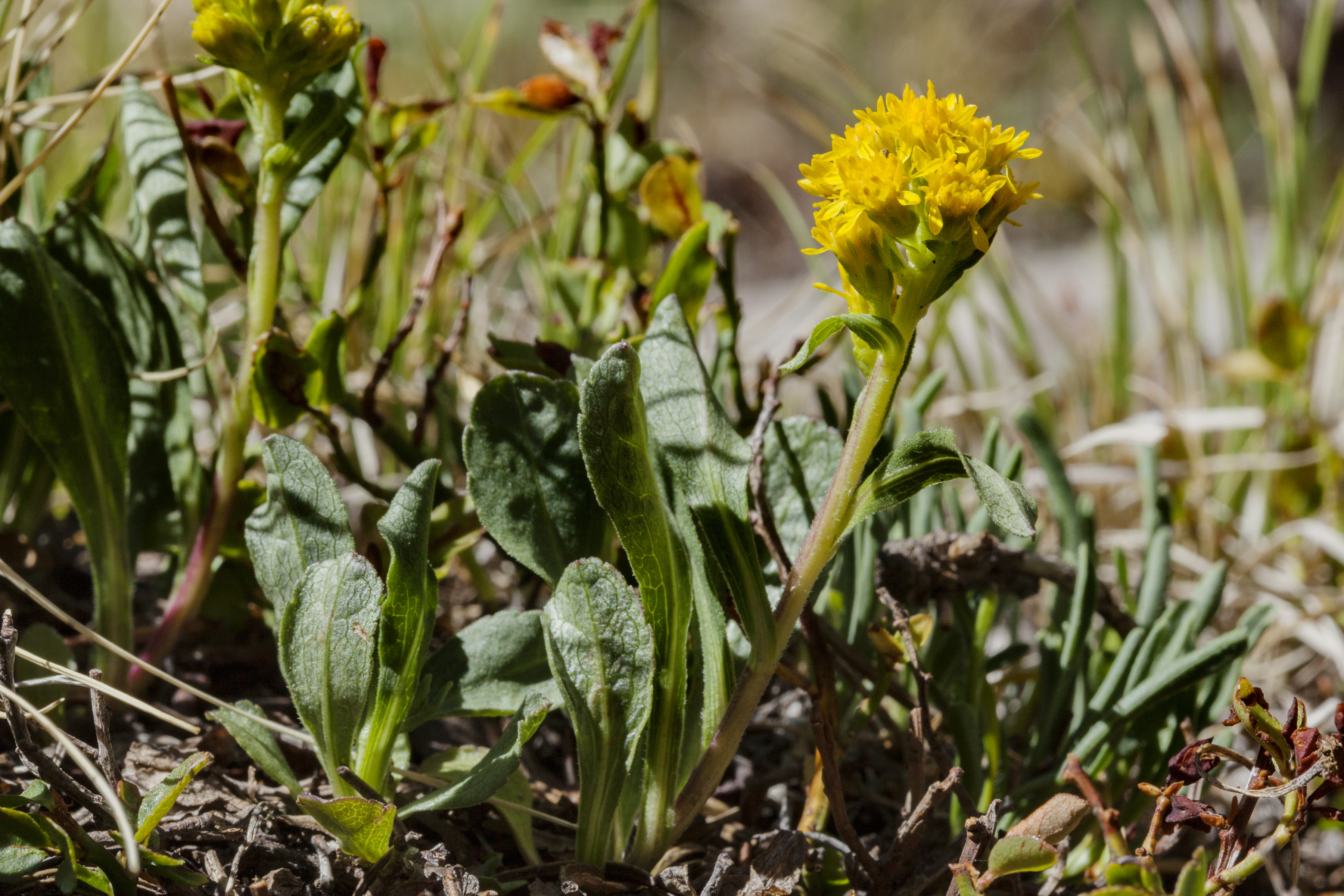
Il portamento

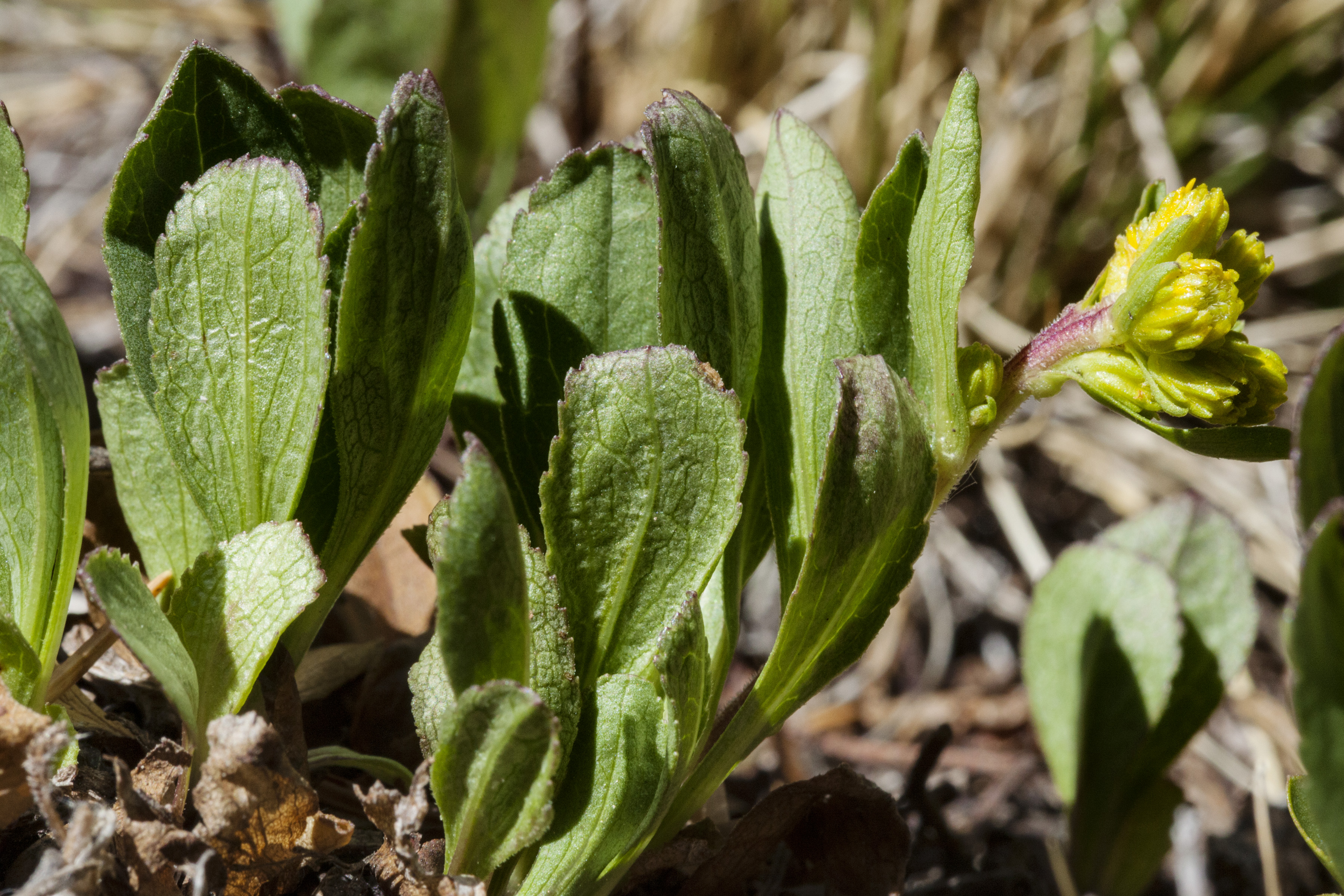
Le foglie

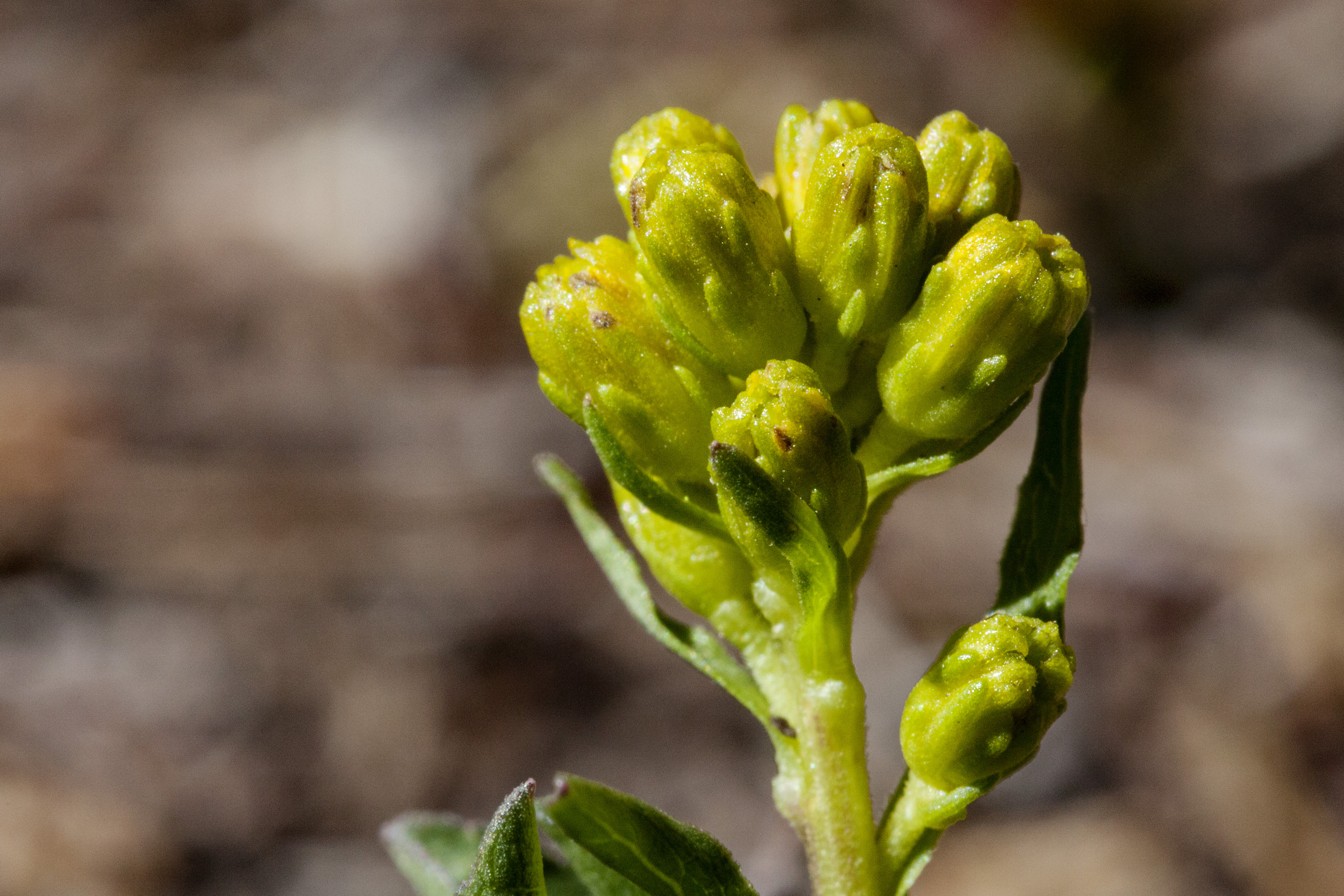
Infiorescenza

Portamento. La specie di questa voce ha un habitus di tipo erbaceo perenne con superfici viscide.
Fusto. La parte aerea è eretta, semplice o ramosa. Gli steli sono pubescenti o irti con ghiandole stipitate. La parte sotterranea consiste in rizomi lunghi e sottili ricoperti da foglie squamose. Altezza media: 15 - 60 cm.
Foglie. Le foglie sono disposte in modo alternato, picciolate (quelle basali e inferiori) e sessili (quelle superiori). Le foglie basali sono persistenti con forme da spatolate a oblanceolate. Quelle superiori sono più ridotte con forme da ellittiche a largamente ovato-lanceolate o oblanceolate; i margini sono interi e gli apici da acuti a ottusi o arrotondati. La superficie può essere punteggiata da ghiandole.
Infiorescenza. Le sinflorescenze sono composte da diversi capolini raccolti in formazioni densamente corimbose. Le infiorescenze vere e proprie sono composte da un capolino terminale lungamente peduncolato di tipo radiato con fiori eterogami. I capolini sono formati da un involucro, con forme da emisferiche a campanulate, composto da 15 - 24 brattee, al cui interno un ricettacolo fa da base ai fiori di due tipi: fiori del raggio e fiori del disco. Le brattee, subuguali,  appressate, a consistenza più o meno erbacea, con forme diverse (ovate quelle interne, da ampiamente lanceolate a oblunghe quelle esterne) sono disposte in modo più o meno embricato su 3 - 4 serie. Il ricettacolo, bucherellato, è privo di pagliette a protezione alla base dei fiori; la forma è piatta. Dimensione degli involucri: 10 – 11 × 6 – 8 mm.
Fiori.  I fiori sono tetra-ciclici (formati cioè da 4 verticilli: calice – corolla – androceo – gineceo) e pentameri (calice e corolla formati da 5 elementi). Si distinguono in:
- fiori del raggio (esterni): sono da 12 a 20 per capolino, sono femminili e sono disposti su una sola serie; la forma è ligulata (zigomorfa);
- fiori del disco (centrali): sono più numerosi (da 25 a 37) con forme brevemente tubulose (attinomorfe); sono ermafroditi o (raramente) funzionalmente maschili.

- Formula fiorale:

*/x K {\displaystyle \infty }, [C (5), A (5)], G 2 (infero), achenio
- Calice: i sepali del calice sono ridotti ad una coroncina di squame.

- Corolla: 
  - fiori del raggio: la forma della corolla alla base è più o meno tubulosa, mentre all'apice è ligulata; la ligula può terminare con alcuni denti; il colore è giallo;
  - fiori del disco: la forma è strettamente imbutiforme-tubulare bruscamente divaricata in 5 lobi; i lobi, patenti, hanno una forma triangolare; il colore è giallo o giallo-forte.

- Androceo: l'androceo è formato da 5 stami sorretti da filamenti generalmente liberi; gli stami sono connati e formano un manicotto circondante lo stilo; le teche (produttrici del polline) alla base sono troncate e sono lievemente auricolate (molto raramente sono speronate o hanno una coda); le appendici apicali delle antere hanno delle forme piatte e lanceolate; il tessuto endoteciale (rivestimento interno dell'antera) è quasi sempre polarizzato (con due superfici distinte: una verso l'esterno e una verso l'interno). Il polline è sferico con un diametro medio di circa 25 micron;  è tricolporato (con tre aperture sia di tipo a fessura che tipo isodiametrica o poro) ed è echinato (con punte sporgenti).[11][13]

- Gineceo: l'ovario è infero uniloculare formato da 2 carpelli.[7] Lo stilo (il recettore del polline) è profondamente bifido (con due stigmi divergenti, brevi o lunghi a seconda della specie) e con le linee stigmatiche marginali separate.[14] I due bracci dello stilo sono lineari e papillosi.

Frutti. I frutti sono degli acheni con pappo; 
- achenio: gli acheni, con forme affusolate e compresse, hanno 12 - 16 nervature longitudinali e sono glabri;
- pappo: il pappo, persistente, è formato da 2 - 3 serie di 40 - 60 setole barbate e attenuate all'apice.

## Biologia
Impollinazione: tramite insetti (impollinazione entomogama tramite farfalle diurne e notturne).

Riproduzione: la fecondazione avviene fondamentalmente tramite l'impollinazione dei fiori.

Dispersione: i semi cadono a terra e vengono dispersi soprattutto da insetti come formiche (disseminazione mirmecoria). Un altro tipo di dispersione è zoocoria: gli uncini delle brattee dell'involucro (se presenti) si agganciano ai peli degli animali di passaggio che portano così i semi anche su lunghe distanze. Inoltre per merito del pappo il vento può trasportare i semi anche per alcuni chilometri (disseminazione anemocora).

## Distribuzione e habitat
La specie di questa voce è distribuita in U.S.A. e Messico.

## Sistematica
La famiglia di appartenenza di questa voce (Asteraceae o Compositae, nomen conservandum) probabilmente originaria del Sud America, è la più numerosa del mondo vegetale, comprende oltre 23.000 specie distribuite su 1.535 generi, oppure 22.750 specie e 1.530 generi secondo altre fonti (una delle checklist più aggiornata elenca fino a 1.679 generi). La famiglia attualmente (2021) è divisa in 16 sottofamiglie; la sottofamiglia Asteroideae è una di queste e rappresenta l'evoluzione più recente di tutta la famiglia.

### Filogenesi
La tribù Astereae (una delle 21 tribù della sottofamiglia Asteroideae) comprende circa 40 sottotribù. In base alle ultime ricerche nella tribù sono stati individuati (provvisoriamente) 5 principali lignaggi:
- Basal grade: include alcuni generi isolati, il gruppo "South American-Oceania",  alcune sottotribù africane e il gruppo dei generi legnosi del Madagascar.
- Bellis lineage: comprende le sottotribù eurasiatiche e una sottotribù africana.
- Aster lineage: include i generi asiatici di Asterinae e i principali gruppi dell'Australia e dell'Oceania.
- Baccharis lineage: include alcuni gruppi sudamericani.
- North American lineage: include la vasta gamma di sottotribù del Nordamerica, Messico e alcuni gruppi distribuiti nel Sudamerica.

Il genere  Oreochrysum  (insieme alla sottotribù Pentachaetinae) è incluso nel lignaggio "North American lineage". La sottotribù attualmente è divisa in 6 gruppi informali. Il genere di questa voce appartiene al Stenotus group.
I caratteri distintivi della specie  Oreochrysum parryi  sono:
- la parte ipogea della pianta è formata da radici fibrose secondarie da rizoma o da tubero;
- la superficie delle foglie è resinosa o punteggiata oppure entrambi i caratteri, ma prive di peli stipitato-glandolari;
- la consistenza delle brattee dell'involucro è normalmente coriacea nella parte inferiore e con una punta chiaramente verde.

Il numero cromosomico delle specie di questo genere è: 2n = 18.
In precedenti trattazioni la specie di questa voce era descritta all'interno del genere Haplopappus Cassini sect. Oreochrysum (Rydberg) H. M. Hall e nel genere Solidago Linnaeus subg. Oreochrysum (Rydberg) Semple.

### Sinonimi
Sono elencati alcuni sinonimi per questa entità:
- Aster minor Kuntze
- Haplopappus parryi  A.Gray
- Solidago parryi  Greene
- Solidago parryi var. minor  Greene